# فهرست آثار ملی شهرستان نی‌ریز
فهرست آثار ملی شهرستان نی‌ریز  بخشی از آثار ملی استان فارس در ایران است.
آثار ثبت‌شده شهرستان در این فهرست شامل ۳۸ اثر است.

## فهرست
| کد ثبتی | نام                    | شهر   | موقعیت جغرافیایی                                                                                                 | طول و عرض جغرافیایی | سال ثبت    | قدمت                  | نگاره            |
| ------- | ---------------------- | ----- | --- | ------------------- | ---------- | --------------------- | ---------------- |
| ۱۹۲     | مسجد جامع              | نیریز | |                     | ۱۳۱۲/۰۵/۰۹ | قرن ۴ (۳۴۰) ق         | مسجد جامع        |
| ۲۷۵۱    | قلات خواجه احمد انصاری | نیریز | جاده نیریز به آباده طشک مجاور بقعه                                                                               |                     | ۱۳۷۹/۰۴/۲۲ | تاریخی ـ اسلامی       |                  |
| ۴۷۱۸    | تل نورآباد             | نیریز | شهرستان نی ریز، ۱۲۰۰ م غرب ده چاه، بخش پشتکوه نی ریز، بین اراضی منابع طبیعی                                      |                     | ۱۳۸۰/۱۱/۲۳ | اسلامی                |                  |
| ۴۷۱۹    | تل مهره‌ای              | نیریز | شهرستان نی ریز، ۶ کیلومتری جنوب روستای ده چاه، مجاور تلمبه معروف به خراسها بین اراضی کشاورزی                     |                     | ۱۳۸۰/۱۱/۲۳ | اسلامی                |                  |
| ۴۷۲۰    | تل خاکی                | نیریز | شهرستان نی ریز، ۱۲۰م روستای جاده گورگی، ۱/۵ کیلومتری غرب روستای باقرآباد، بین اراضی کشاورزی و منابع طبعی         |                     | ۱۳۸۰/۱۱/۲۳ | اسلامی                |                  |
| ۶۰۸۵    | خانه جاوید             | نیریز | فارس، شهرستان نی ریز، خیابان ابوذر، کوچه شهید جاوید                                                              |                     | ۱۳۸۱/۰۵/۰۸ | قاجاریه               |                  |
| ۶۰۸۶    | تل خندق (نی ریز)       | نیریز | شهرستان نی ریز، دهستان آباده طشک، روستای چاه گورکی، ۱/۵ کیلومتری جنوب غربی تپه تاریخی تل                         |                     | ۱۳۸۱/۰۵/۰۸ | قاجاریه               |                  |
| ۶۰۸۷    | تل قلعه بدرآباد        | نیریز | فارس، شهرستان نی ریز، بخش پشتکوه، دهستان حسن‌آباد، ۵/۵ کیلومتری جنوب روستای دهچاه                                 |                     | ۱۳۸۱/۰۵/۰۸ | اسلامی                |                  |
| ۶۰۸۸    | تل خندقی جلالی         | نیریز | شهرستان نی ریز، بخش آباده طشک، ۲۰۰ متری شمال شرقی روستای جلالی                                                   |                     | ۱۳۸۱/۰۵/۰۸ | اسلامی                |                  |
| ۶۰۸۹    | تل نیمه کار            | نیریز | شهرستان نی ریز، بخش مرکزی، ۵ کیلومتری جنوب شهر نی ریز مجاور باغ فائره و نیمه کارو خواجه زاده                     |                     | ۱۳۸۱/۰۵/۰۸ | اسلامی                |                  |
| ۱۳۵۲۴   | خانه حیدری             | نیریز | نیریز، خ ابوذر، کوچه شهید جاوید                                                                                  |                     | ۱۳۸۴/۰۷/۲۳ | قاجار                 |                  |
| ۱۵۳۱۷   | قصر دختر چشمه عاشق     | نیریز | شهرستان نی ریز، بخش قطرویه، دهستان ریز آب، ۱۵ کیلومتری جنوب روستای وزیره، کنار رودخانه چشمه عاشق                 |                     | ۱۳۸۴/۱۲/۲۴ | اسلامی                |                  |
| ۱۵۴۸۹   | آسیاب ده کهنه          | نیریز | شهرستان نی ریز، بخش آباده طشک، دهستان بختگان، روستای ده مورد                                                     |                     | ۱۳۸۵/۰۳/۱۷ | صفویه                 |                  |
| ۱۵۴۹۳   | تل گورکی عظیم          | نیریز | شهرستان نی ریز، بخش آباده طشک، دهستان حنا، نرسیده به روستای گورکی، سمت چپ، بین زمین‌های کشاورزی                   |                     | ۱۳۸۵/۰۳/۱۷ | قرن ۵و۶ هجری قمری     |                  |
| ۱۵۴۹۹   | آسیاب اکبر خان         | نیریز | شهرستان نیریز، بخش آباده طشک، دهستان بختگان، روستای ده مورد                                                      |                     | ۱۳۸۵/۰۳/۱۷ | قاجاریه               |                  |
| ۱۵۵۰۱   | آسیاب ده مورد یک       | نیریز | شهرستان نیریز، بخش آباده طشک، دهستان بختگان، روستای ده مورد                                                      |                     | ۱۳۸۵/۰۳/۱۷ | صفویه                 |                  |
| ۱۵۵۰۹   | آسیاب ده مورد دو       | نیریز | شهرستان نی ریز، بخش آباده طشک، دهستان بختگان، روستای ده مورد                                                     |                     | ۱۳۸۵/۰۳/۱۷ | صفویه                 |                  |
| ۱۵۵۲۴   | اشکفت بسترم            | نیریز | شهرستان نی ریز، بخش آباده طشک، دهستان حنا، ارتفاعات جنوب روستای بسترم                                            |                     | ۱۳۸۵/۰۳/۱۷ | پیش از تاریخ ـ تاریخی |                  |
| ۱۵۵۲۶   | اشکفت گورکی            | نیریز | شهرستان نی ریز، بخش آباده طشک، دهستان حنا، نرسیده به روستای گورکی، سمت چپ جاده در ارتفاعات مشرف به جاده          |                     | ۱۳۸۵/۰۳/۱۷ | تاریخی                |                  |
| ۱۵۵۲۹   | آسیاب کمالی            | نیریز | شهرستان نی ریز، بخش آباده طشک، دهستان بختگان، روستای ده مورد                                                     |                     | ۱۳۸۵/۰۳/۱۷ | قاجاریه               |                  |
| ۱۵۵۳۳   | آسیاب تو باغی          | نیریز | شهرستان نی ریز، بخش آباده طشک، دهستان بختگان، روستای ده مورد                                                     |                     | ۱۳۸۵/۰۳/۱۷ | صفویه                 |                  |
| ۱۵۵۳۴   | آسیاب گمبز             | نیریز | شهرستان نی ریز، بخش آباده طشک، دهستان بختگان، روستای ده مورد                                                     |                     | ۱۳۸۵/۰۳/۱۷ | صفویه                 |                  |
| ۱۵۵۴۳   | تل زیتونی              | نیریز | شهرستان نی ریز، بخش آباده طشک، دهستان بختگان، ابتدای ورودی روستای ده مورد                                        |                     | ۱۳۸۵/۰۳/۱۷ | ساسانیان              |                  |
| ۱۵۵۵۰   | تل تنگ حنا             | نیریز | شهرستان نی ریز، بخش آباده طشک، دهستان حنا، نرسیده به پاسگاه تنگ حنا، روبروی معدن آقای افسری                      |                     | ۱۳۸۵/۰۳/۱۷ | قرون میانه اسلامی     |                  |
| ۱۵۵۵۱   | تل گورکی               | نیریز | شهرستان نی ریز، بخش آباده طشک، دهستان حنا، ۱۸۰ م بعد از روستای گورکی، جنب زمین‌های کشاورزی                        |                     | ۱۳۸۵/۰۳/۱۷ | قرون میانه اسلامی     |                  |
| ۱۵۵۶۵   | امامزاده علمدار کیاب   | نیریز | شهرستان نی ریز، بخش آباده طشک، دهستان بختگان، مشرف بر روستای ده مورد                                             |                     | ۱۳۸۵/۰۳/۱۷ | اوایل پهلوی           |                  |
| ۱۵۵۸۰   | بقعه گمبز              | نیریز | شهرستان نی ریز، بخش آباده طشک، دهستان بختگان، روستای ده مورد                                                     |                     | ۱۳۸۵/۰۳/۱۷ | قرن هفتم ه ق          |                  |
| ۱۵۵۸۷   | مجموعه تپه‌های تل خزینه | نیریز | شهرستان نی ریز، بخش آباده طشک، دهستان حنا، کیلومتری ۱۰ جاده کوشکک به روستای تم شولی، سمت چپ جاده                 |                     | ۱۳۸۵/۰۳/۱۷ | قرون میانه اسلامی     |                  |
| ۱۵۵۸۹   | بقایای قلعه سنگی       | نیریز | شهرستان نی ریز، بخش آباده طشک، دهستان بختگان، ابتدای ورودی روستای ده مورد، سمت راست جاده                         |                     | ۱۳۸۵/۰۳/۱۷ | ساسانی ـ اسلامی       | بقایای قلعه سنگی |
| ۱۵۵۹۰   | مسجد جامع ده مورد      | نیریز | شهرستان نی ریز، بخش آباده طشک، دهستن بختگان، ابتدای روستای ده مورد                                               |                     | ۱۳۸۵/۰۳/۱۷ | قاجاریه               |                  |
| ۱۵۵۹۳   | تل دروازه تنگ حنا      | نیریز | شهرستان نی ریز، بخش آباده طشک، جاده آسفالته تنگ حنا، نرسیده به پاسگاه روبروی معدن آقای افسری                     |                     | ۱۳۸۵/۰۳/۱۷ | ساسانیان ـ اسلامی     |                  |
| ۱۵۵۹۶   | تل خندق گورکی          | نیریز | شهرستان نی ریز، بخش آباده طشک، دهستان حنا، ۷۰۰ م روستای گورکی                                                    |                     | ۱۳۸۵/۰۳/۱۷ | قرون میانه اسلامی     |                  |
| ۱۵۶۲۱   | تل خندق بسترم          | نیریز | شهرستان نی ریز، بخش آباده طشک، دهستان حنا، غرب روستای بسترم                                                      |                     | ۱۳۸۵/۰۳/۱۷ | قرون میانه اسلامی     |                  |
| ۱۵۶۲۲   | قبرستان ده مورد        | نیریز | شهرستان نی ریز، بخش آباده طشک، دهستان بختگان، روستای ده مورد                                                     |                     | ۱۳۸۵/۰۳/۱۷ | صفویه ـ قاجاریه       |                  |
| ۱۶۰۶۶   | قلعه کوچک قطرویه       | نیریز | شهرستان نی ریز، بخش قطرویه، دهستان قطرویه، داخل روستای قطرویه                                                    |                     | ۱۳۸۵/۰۶/۲۰ | زندیه                 |                  |
| ۱۶۱۱۶   | قلعه بزرگ قطرویه       | نیریز | شهرستان نی ریز، بخش قطرویه، دهستان قطرویه، داخل روستای قطرویه                                                    |                     | ۱۳۸۵/۰۶/۲۰ | زندیه                 |                  |
| ۱۷۲۲۸   | تل چهار طاقی تنگ حنا   | نیریز | شهرستان نی ریز، بخش آباد طشک، دهستان حنا، جاده آسفالته تنگ حنا، نرسیده به پاسگاه تنگ حنا، روبروی معدن آقای افسری |                     | ۱۳۸۵/۱۱/۲۳ | قرون میانه اسلامی     |                  |
| ۱۹۳۰۹   | گورستان خواجه احمد     | نیریز | شهرستان نی ریز، بخش مرکزی، دهستان رستاق، نرسیده به روستای نصیرآباد، کنار بقعه خواجه عبدالله انصاری               |                     | ۱۳۸۶/۰۵/۰۱ | قاجاریه               |                  |